# Dipsas gaigeae
Dipsas gaigeae là một loài rắn trong họ Rắn nước. Loài này được Oliver mô tả khoa học đầu tiên năm 1937.